# Quilling Card (công ty)
Quilling Card, LLC. là một doanh nghiệp tư nhân tại Hoa Kỳ và Việt Nam chuyên kinh doanh và sản xuất các sản phẩm làm từ giấy xoắn. Công ty do doanh nhân Hương Wolf và chồng thành lập năm 2012 tại Triển lãm Văn phòng phẩm Quốc gia Hoa Kỳ. Với 500 nhân công gồm những nghệ nhân khiếm thính, công ty hiện là nhà cung cấp thiệp giấy xoắn hàng đầu thế giới với lượng khách hàng trải dài trên nhiều quốc gia như Mỹ, Canada, Úc, Nhật Bản, Trung Quốc, Pháp, Anh và Chile. Quilling Card đang nắm giữ hai kỷ lục Guinness thế giới về "bức tranh giấy xoắn lớn nhất thế giới" và "số lượng người cùng làm thiệp giấy xoắn thủ công trong cùng một thời điểm nhiều nhất thế giới" cho bản sao của bức họa Đêm đầy sao của Vincent Van Gogh.

## Lịch sử
Quilling Card do nữ doanh nhân Hương Wolf và chồng sáng lập vào tháng 5 năm 2012 tại Triển lãm Văn phòng phẩm Quốc gia Hoa Kỳ tổ chức ở New York. Hương Wolf tên thật là Nguyễn Phạm Thị Diễm Hương, quê ở Rạch Giá, Kiên Giang. Sau khi tốt nghiệp sư phạm tiếng Anh năm 1997, bà đến làm nhân viên marketing cho một công ty đa quốc gia về hàng tiêu dùng. Sau khi kết hôn với người chồng Mỹ, bà thường mua những sản phẩm thiệp giấy xoắn tự làm của Việt Nam về tặng gia đình chồng và nhận được sự khen ngợi. Sau đó, Hương Wolf quay về Việt Nam để học cách làm thiệp giấy xoắn và tìm kiếm các địa chỉ cung cấp nguyên liệu. Đến khi thạo nghề, bà quay về Mỹ, bán căn nhà ở Việt Nam và dùng toàn bộ tiền tiết kiệm vào mục đích mở công ty. Bà cũng rời bỏ công việc ở công ty để chuyên tâm vào quá trình tự kinh doanh, mặc dù nhận được những lời cười chê từ sếp về ý tưởng tiếp thị sản phẩm "đến các công ty đa quốc gia tầm cỡ với ngân sách khổng lồ". Theo Hương Wolf, mục tiêu của bà là "quảng bá và bảo tồn nghệ thuật làm tranh giấy xoắn của Ai Cập, đồng thời đào tạo và tuyển dụng những người từ quê hương mình, trong khi vẫn duy trì toàn quyền sở hữu doanh nghiệp". Công ty của bà cũng nhận được một vài khoản vay đến từ gia đình và bạn bè. Công ty đặt văn phòng kinh doanh tại Framingham, Massachusetts, Hoa Kỳ và Thành phố Hồ Chí Minh, Việt Nam.
Từ một doanh nghiệp khởi nghiệp với quy mô nhỏ, sau gần 10 năm, Quilling Card đã trở thành nhà cung cấp thiệp giấy xoắn hàng đầu thế giới. Công ty có lượng khách hàng ổn định ở nhiều quốc gia bao gồm Mỹ, Canada, Úc, Nhật Bản, Trung Quốc, Pháp, Anh và Chile. Tính riêng trong năm 2018, Quilling Card đã bán ra 1,5 triệu sản phẩm. Công ty bao gồm một đội ngũ nhân công lên đến 500 người, chủ yếu là những nghệ nhân khiếm thính. Nhân viên của Quilling Card được trả lương cao hơn 25% so với mức trung bình theo tiêu chuẩn Việt Nam và được nhận các phúc lợi như 6 tháng nghỉ thai sản có trả lương.

## Kỷ lục
Vào năm 2022, 300 công nhân của Quilling Card tham gia thiết kế bản sao của bức tranh Đêm đầy sao của danh họa Vincent Van Gogh hoàn toàn bằng giấy xoắn. Bức tranh có kích cỡ 26,73 m², hoàn thành trong vòng 2 tháng. Tổ chức kỷ lục Guinness sau đó đã trao 2 kỷ lục thế giới cho bức tranh này, gồm kỷ lục về "bức tranh giấy xoắn lớn nhất thế giới" và "số lượng người cùng làm thiệp giấy xoắn thủ công trong cùng một thời điểm nhiều nhất thế giới".